# Protohydridae
Protohydridae is een familie van neteldieren uit de klasse van de Hydrozoa (hydroïdpoliepen).

## Geslachten
- Protohydra Greeff, 1869
- Sympagohydra Piraino, Blum, Gradinger & Boero, 2008